# Michel Verne
Michel Jean Pierre Verne (Parigi, 3 agosto 1861 – Tolone, 5 marzo 1925) è stato uno scrittore francese, figlio di Jules Verne.

## Biografia
Fu incaricato di pubblicare molti degli ultimi manoscritti del padre e si ritiene che possa averne scritti alcuni egli stesso. Opere in un primo momento attribuite a Jules Verne e ora considerate scritte in buona parte da Michel sono Il faro in capo al mondo (Le Phare du bout du monde, 1906) e Il vulcano d'oro (Le Volcan d'or, 1906). L'agenzia Thompson & C. sarebbe stato scritto interamente da Michel Verne, il quale continuò a pubblicare utilizzando il nome del padre fino agli ultimi anni.
Michel Verne scrisse in uno stile simile a quello del padre e venne considerato dal padre un buon scrittore, ma le sue opere sono considerate generalmente inferiori a quelle di Jules Verne ed è probabilmente noto soprattutto per le polemiche che hanno riguardato l'attribuzione degli ultimi scritti del padre.
Alcune sue opere, come Un espresso del futuro e La giornata di un giornalista americano nel 2890, sono notevoli per l'utilizzo di tubi pneumatici per il trasporto delle persone.

## Opere
- Il destino di Jeanne Morénas (La destinée de Jean Morénas, racconto lungo)
- L'eterno Adamo (L'éternel Adam, racconto lungo)
- Un espresso del futuro (Un express de l'avenir, 1888, romanzo breve)
- La giornata di un giornalista americano nel 2890 (La journée d'un journaliste américain en 2889, 1891, racconto)
- L'agenzia Thompson & C. (L'Agence Thompson and Co, 1907)
- I naufraghi del Jonathan (Les naufragés du «Jonathan»)
- La missione Barsac (L'étonnante aventure de la mission Barsac, romanzo), capitolo 6 e seguenti

Le tre storie Il destino di Jeanne Morénas, La giornata di un giornalista americano nel 2890 e L'eterno Adamo furono anche pubblicate in una raccolta intitolata Hier et Demain, nel 1910.